# جورجيو أرديسون
جورجيو أرديسون (بالإنجليزية: Giorgio Ardisson)‏ (1931 - 2014)، ممثل إيطالي. معروف عالميًا باسم جورج أرديسون.
ولد عام 1931 في روكا كانافيسي في مقاطعة تورينو. إنتقل إلى روما عام 1959 وظهر لأول مرة في عالم السينما في مقطع صغير في فيلم Arrangiatevi، مع مرور الوقت، سوف يتخصص بشكل أساسي في أفلام الحركة والمغامرة.

## من أعماله
- حرب البترول لن تقع (فيلم) (1974).

## روابط خارجية
- جورجيو أرديسون على موقع IMDb (الإنجليزية)
- جورجيو أرديسون على موقع ألو سيني (الفرنسية)
- جورجيو أرديسون على موقع أول موفي (الإنجليزية)
- جورجيو أرديسون على موقع قاعدة بيانات الأفلام السويدية (السويدية)
- جورجيو أرديسون على موقع قاعدة بيانات الفيلم (الإنجليزية)
- جورجيو أرديسون على موقع كينوبويسك (الروسية)